# Ariana Ince
Ariana Ince (San Antonio, 14 de marzo de 1989) es una deportista de Estados Unidos que compite en atletismo.
Ganó una medalla de bronce en los Juegos Panamericanos de 2019, en la prueba de lanzamiento de jabalina. Participó en los Juegos Olímpicos de Tokio 2020, ocupando el vigesimoséptimo lugar en la misma prueba.